# Vis-en-Artois
Vis-en-Artois ist eine französische Gemeinde mit 639 Einwohnern (Stand 1. Januar 2022) im Arrondissement Arras des Départements Pas-de-Calais. Sie liegt im Kanton Brebières und ist Mitglied des Kommunalverbandes Osartis Marquion.

## Geographie
Das Gemeindegebiet wird vom Fluss Sensée durchquert. Im Norden verläuft sein späterer Zufluss Cojeul.
| Monchy-le-Preux | Boiry-Notre-Dame          | Rémy     |
| Guémappe        | Kompass                   |          |
| Chérisy         | Hendecourt-lès-Cagnicourt | Haucourt |

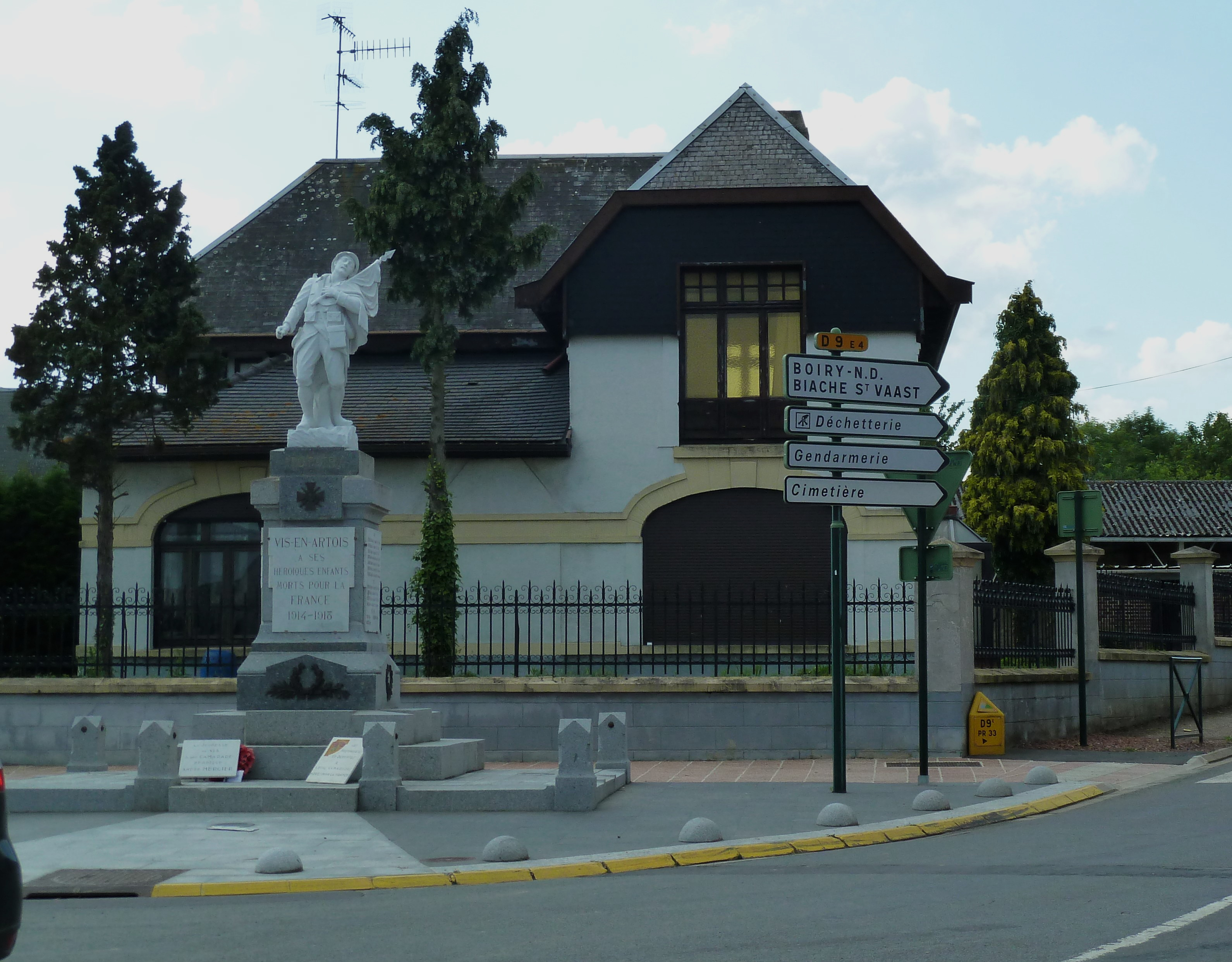
Kriegerdenkmal
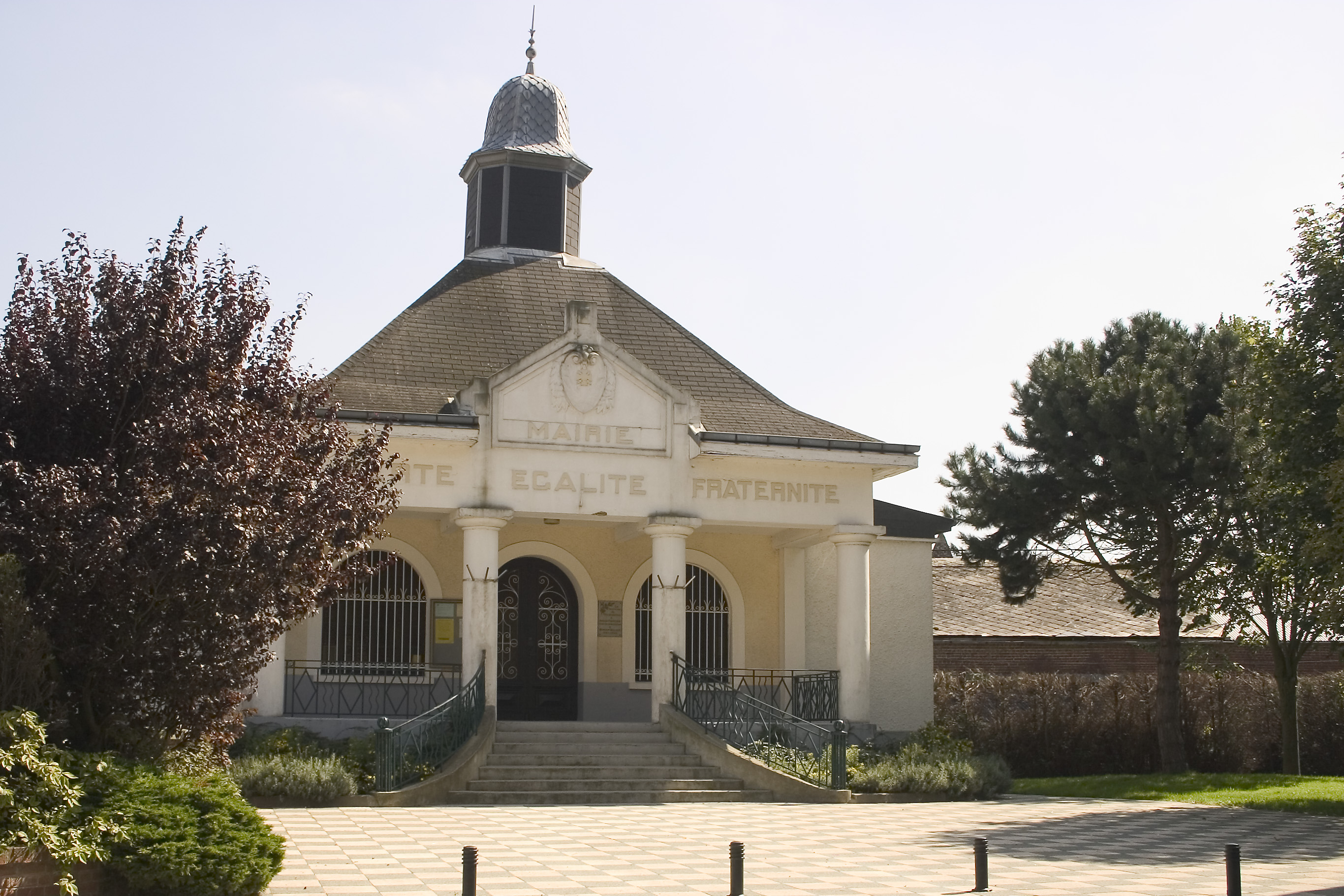
Rathaus
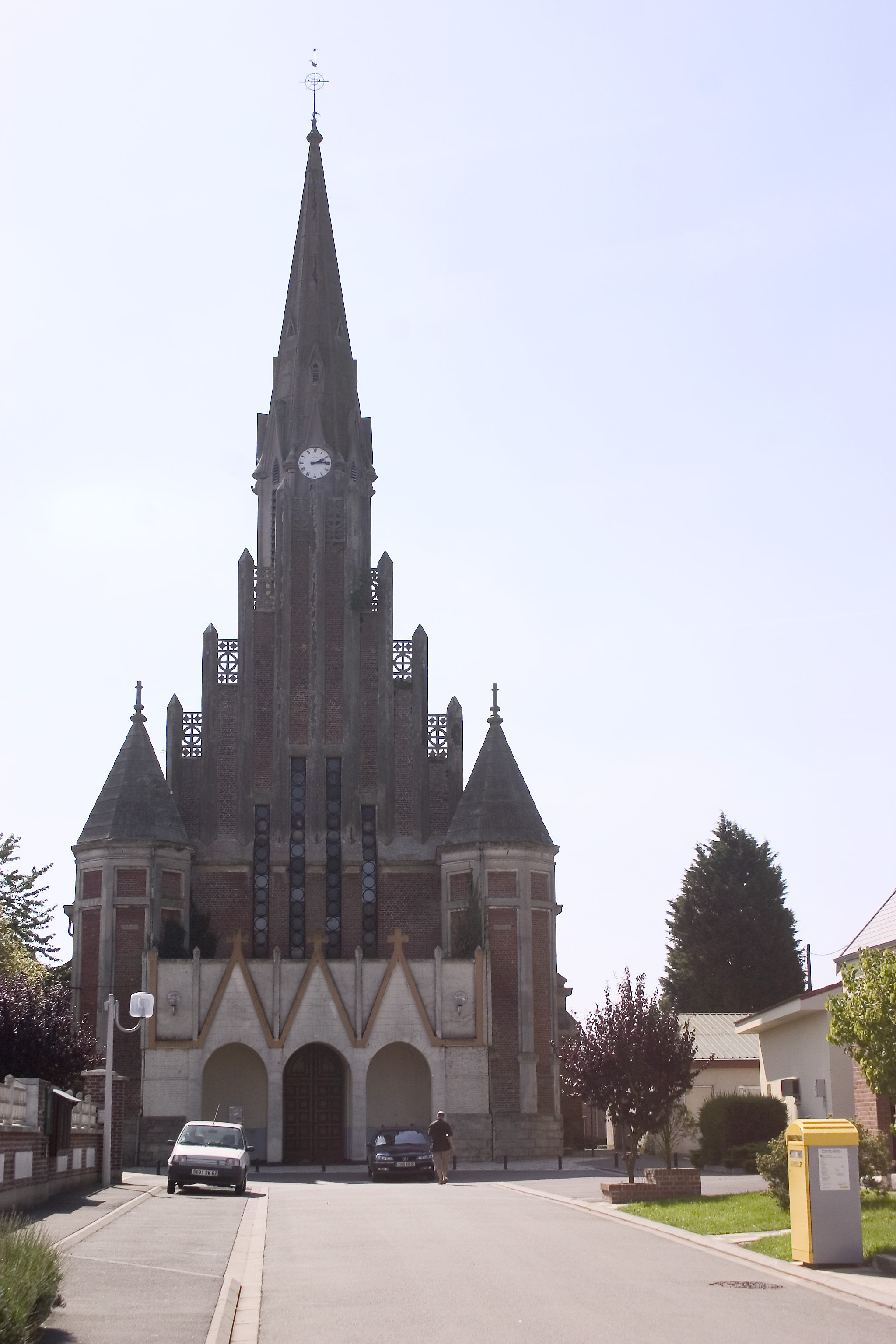
Kirche Saint-Martin